# Humour algérien
L'humour en Algérie, appelé tmeskhir en algérien, bien que pouvant prendre différentes formes allant du potache à l'humour noir, est caractérisé par une grande part d'autodérision de groupe, mettant souvent en opposition l'individu avec ses réflexes traditionnels, et la société algérienne nouvelle indépendante et post-colonialiste, dans une attitude critique de déconstruction et de volonté d'adaptation.
Si on devait expliquer cet humour par une phrase, ce serait une façon de rire des choses graves au lieu d'en pleurer. Les vicissitudes de la politique sont un terrain de choix pour canaliser ce besoin des Algériens de dédramatiser les choses.
Cette manière de plaisanter se retrouve souvent lors de discussions appelées gusra, pouvant survenir à n'importe quel moment de la journée. Les personnes présentes s'amusent à échanger des phrasés, construisant collaborativement des situations amusantes ou relatant des faits prétendument vrais mais qui sont souvent des fictions mettant en avant des situations burlesques survenant en société.
Quelques caractéristiques régionales sont à noter, par exemple l'humour oranais qui dénote un caractère moqueur et acerbe.

## Humour politique Algérien
En 2019, la contestation populaire envers le pouvoir de Bouteflika et surtout sa candidature à un cinquième mandat a utilisé l'humour et la moquerie envers les dirigeants du pays. Ainsi le journal El Manchar titrait « Bouteflika s’engage à mourir en cas de victoire » en référence à la promesse faite par Bouteflika de ne pas finir son cinquième mandat en cas de victoire ; des algériens défilaient avec des pancartes humoristiques, par exemple « Black Friday : 100 % de remise immédiate. Le peuple solde : 1 cadre + des ministres incapables (sans garantie) » en référence aux cérémonies officielles où Bouteflika était représenté par sa photo encadrée ; le surnom « Abdel-Cadre Bouteflika » circulait sur internet à ce propos.
- Un ouvrage a été y a été consacré, "Les Algériens, le rire et la politique, de 1962 à nos jours", Bachir Dahak, éditions Frantz Fanon, 2018  (ISBN 978-9931-572-52-7)[5]

## L'humour noir Algérien
Type de plaisanterie appelée tmenyik dans le langage courant algérien, cette forme d'humour ou plus précisément de moquerie, est très prisée en Oranie avec le tniiz, qui est une manière effrontée de se moquer de son interlocuteur, à la fois son apparence, de ses manières ou de ses attitudes, ou le smir qui raille ouvertement et de manière acerbe un individu devant une assemblée, une forme d'humour noir, où l'humiliation est le mot d'ordre.

## Formes de blagues Algériennes
La pratique de la blague en Algérie est très répandue et ne dénote généralement aucun tabou, et bien que certaines tournures ne puissent être utilisées dans toutes les assemblées. Différents thèmes sensibles comme la sexualité ou la religion peuvent faire l'objet de blagues, étant admis que le divin n'est jamais visé ni la personne du prophète ou que des compagnons ne soient au pire affublés que d'une émotion de dépit face à l’incorrigibilité des gens.

### Blague mascarienne
Type d'humour né en Oranie, mettant en avant un certain sentiment du supériorité des gens des grandes villes, sur les gens de la campagne, particulièrement de Mascara, réputés rustres et empotés dans leur manière de vivre en ville.

#### Exemples de blagues mascariennes
- Exemple 1: Un Maaskri et un Oranais se sont rencontrés dans un café. Alors, l'Oranais commande : " garçon ! un Orangina STP !", et le Maaskri, intrigué, fait " garçon... pour moi, un Mascaragina !!".
- Exemple 2: Un jour une ambulance a ramené un brûlé aux urgences de l'hôpital. Après l'avoir examiné, le médecin est sorti de la salle de consultation et a demandé aux gens qui l'ont ramené : il y a certes des brûlures mais aussi des ecchymoses, des bleus, des fractures… qu’est ce qu'il a eu au juste ?? Et l’un de ses copains répond : heureusement, que nous étions là au moment où il a pris feu, nous nous sommes vite précipités vers lui pour l’éteindre à la pelle ».
- Exemple 3: Un inventeur Maascri a été retrouvé coupé en rondelles alors qu'il travaillait à la mise au point d'un siège éjectable pour hélicoptère.

### Blague mozabite
Les Mozabites sont parfois la cible d'un certain humour visant à mettre en avant un côté pingre et désirant réaliser un profit dans toute situation.

#### Exemple de blague mozabite
- Un Mozabite fait tomber une pièce de monnaie et se met à la chercher partout par terre sans la trouver, en se relevant il sent la pièce lui tomber de la nuque.

### Les phrases hitlériennes
Les phrases hitlériennes sont une forme récente d'autodérision prenant la forme de blagues, mettant en opposition le caractère impérieux et sérieux du personnage de Hitler face à des situations ridicules de comportement au quotidien.
Ces blagues commencent toujours par la phrase: "Je ne peux pas coloniser un peuple qui..." prononcé en arabe littéraire, suivi de la situation mise en opposition prononcée en langue algérienne.

#### Exemples de phrases hitlériennes
- "Je ne peux pas coloniser un peuple qui te pique la connexion Wi-Fi et qui se permet de venir se plaindre quand tu changes de mot de passe"

## Humour potache
Type d'humour très prisé par les enfants, fait de jeux de mots triviaux construits sur la base d'un mot qu'on demande à son interlocuteur de prononcer et d'une phrase moqueuse rétorquée, contenant une rime opposée au mot prononcé.

### Exemple de blagues potaches
- Le plaisantin dit : Goul « bassina » (Dis, « bassine ») et rétorque après: Mouk smina! (Ta mère est grosse !)

## Le jeu de mots
L'usage du jeu de mots dénotant généralement une distinction intellectuelle chez le plaisantin reste fréquent chez les personnes d'un certain âge. Cette forme d'humour consiste généralement à choquer son interlocuteur par une phrase dont la sonorité porte à équivoque de prime abord, en ayant un sens généralement contraire à la morale ou à la raison, et nécessitant une décortication pour agencer les sons de manière différente et comprendre le sens voulu. le phrasé prononcé peut aussi être construit de manière à choquer par son sens premier et nécessiter la compréhension du sens figuré que désire le plaisantin.

### Exemple de jeu de mots
Le jeu de mots suivant nécessite une bonne compréhension de la langue algérienne et ne peut prêter à confusion que lorsque l'interlocuteur entend la phrase sans la lire, afin que la confusion des sons puisse se faire:
- Tewedda "wra hbal", sella w slatou jayza!

Phrase signifiant : "Il fit ses ablutions derrière les cordes, il fit sa prière et celle-ci est valable!"
Les termes entre guillemets ont un sens différent selon que le h soit accolé à la fin du premier terme ou au début du second terme, l'interlocuteur entend généralement:
Phrase entendue : "Il fit ses ablutions et alla pisser, il fit sa prière et celle-ci est valable!"

## Caricature et BD humoristique
- Slim
- Ali Dilem
- Le Hic
- Brahim Guerroui

## L'humour dans la musique populaire
Une forme polie d'humour se retrouve souvent dans la musique populaire algérienne de type chaabi, pratiquée par les chyoukh, ou "maitres", souvent âgés, qui relatent des expériences mettant en évidence le décalage entre leurs rêves de jeunesse et l'implacabilité de la vie et où le fougueux caricaturé dans une situation burlesque, est prié de tempérer ses ardeurs par des considérations de sagesse émanant d'un mdjerreb ou personne expérimentée.
La musique raï elle, est empreinte d'humour oranais moqueur de certaines catégories de personnes, et oppose généralement le bon vivant qui sait se comporter avec son argent, avec le parvenu qui se fait détrousser par les femmes et qui dépense son argent dans l'alcool.

## Humoristes algériens

### One man show
« C’est cette fameuse philosophie qui permet, grâce à son dos qu’on appuie sur un mur spatiotemporel, d’accéder à de très hauts niveaux de spiritualité transcendantale »

— Fellag, à propos du "Hitisme"., Le dernier chameau

### Troupes d'humoristes célèbres en Algérie
- Bila houdoud

- Asab wa awtar

### Célébrités
- Hdidouane
- Abdelkader Secteur
- Mohamed Fellag
- Mohamed Khassani
- Houari Ftitia
- Sirat Boumediène
- Cherif Hadjam
- Idir Benaibouche